# Rödnäbbad malkoha
Rödnäbbad malkoha (Zanclostomus javanicus) är en fågel i familjen gökar inom ordningen gökfåglar.

## Utseende och läte
Rödnäbbad malkoha är en 42–44 cm lång gök. Adulta fåglar är grå ovan med blågrön glans på vingar och stjärt samt vit spets på den senare. Undersidan är roströd med ett grått band tvärs över nedre delen av bröstet. Runt ögat syns grå eller blå bar hud. Näbben är korallröd med svartaktig kulmen, benen skifferblå till grönaktiga. Fåglar på Java har mörkare grått på bröstet och i genomsnitt kortare vingar. Lätet beskrivs som ett genomträngande gny. Även dämpade och djupa "kuk" kan höras.

## Utbredning och systematik
Fågeln förekommer i södra Myanmar, på Malackahalvön, Stora Sundaöarna och Natunaöarna. Den delas in i två underarter med följande utbredning:
- Zanclostomus javanicus pallidus – Malackahalvön, Sumatra och Borneo
- Zanclostomus javanicus javanicus – Java

### Släktestillhörighet
Tidigare inkluderades den tillsammans med övriga malkohor i släktet Phaenicophaeus men lyfts efter genetiska studier numera oftast ut till det egna släktet Zanclostomus.

## Levnadssätt
Rödnäbbad malkoha hittas i höga träd i skog, i skogsbryn och i plantage med Eucalyptus och Albizia, men även i igenväxande buskmarker och bambusnår. Den förekommer från låglänta områden upp till 1200 meters höjd, på Sumatra ibland till 1550 meter och på Bornö 1750 meter över havet. Födan består av stora insekter, men även spindlar och skaldjur.

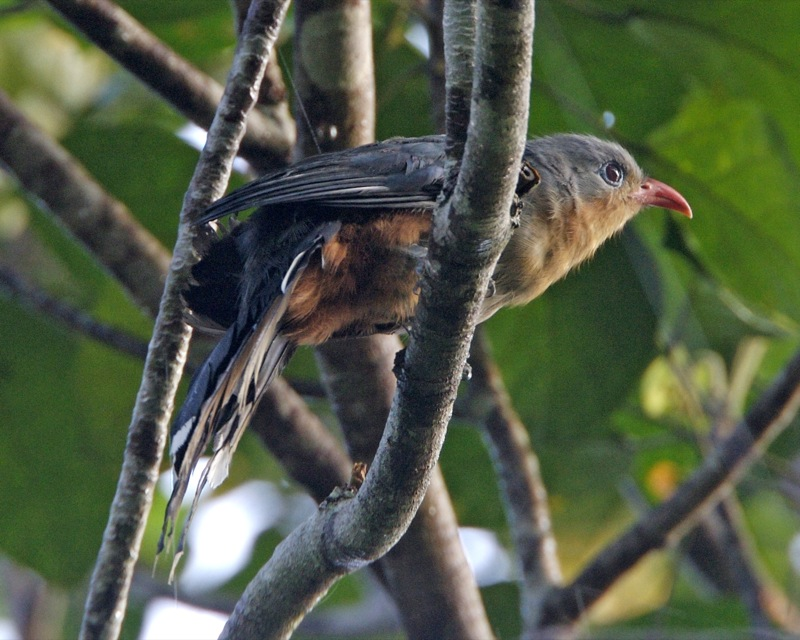

### Häckning
Fågeln häckar i början av juni på Malackahalvön, på Borneo februari–april. Arten är monogam. Det slarvigt byggda boet av kvistar och gräs placeras i täta buskage.

## Status och hot
Arten har ett stort utbredningsområde, men tros minska i antal, dock inte tillräckligt kraftigt för att den ska betraktas som hotad. Internationella naturvårdsunionen IUCN listar därför arten som livskraftig (LC).